# Selçuk İnan
Selçuk İnan (Alejandreta, 10 de febrero de 1985) es un exfutbolista y entrenador turco que jugaba como centrocampista. Desde junio de 2025 dirige al Kocaelispor de la Superliga de Turquía.

## Trayectoria

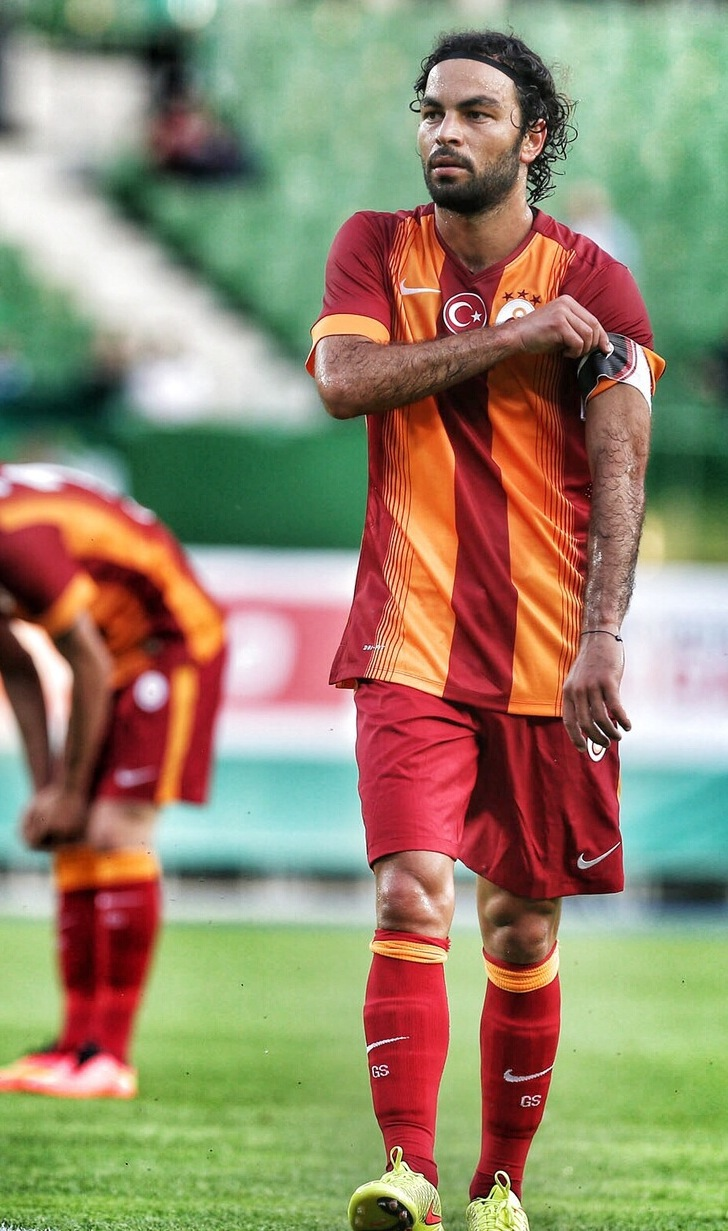
Una leyenda del Galatasaray

### Como jugador
İnan comenzó a jugar al fútbol en su ciudad y con 14 años ingresó en el Karaağaçspor. Ahí llamó la atención de los ojeadores de un club profesional, el Çanakkale Dardanelspor de la segunda división, que le reclutó en 2000 para las categorías inferiores. Desde su debut con el primer equipo en 2002, disputó un total de 76 partidos (6 goles) a lo largo de tres temporadas y media. En enero de 2006 fue traspasado al Vestel Manisaspor, en el que también consolidó la titularidad con 75 encuentros y 11 goles. Además, en 2007 debutó en partido oficial con la selección turca.
En la temporada 2008-09 el Trabzonspor de la Superliga pagó más de 3 millones de euros por él. Este fichaje fue una petición expresa del técnico Ersun Yanal, con quien había coincidido en el Manisaspor. En su año de debut disputó 32 partidos, con 3 goles y 10 asistencias, y mantuvo números similares en las dos siguientes campañas, asociándose con los delanteros Burak Yılmaz y Umut Bulut. Su etapa en Trebisonda coincidió con una de las más exitosas de la entidad, pues consiguieron la Copa turca de 2010 y un subcampeonato en 2010-11, empatado a puntos con el Fenerbahçe S. K. En total había participado en 113 encuentros oficiales (7 goles y 34 asistencias) a lo largo de tres temporadas.
En el verano de 2011 fue contratado por el Galatasaray S. K. por cinco temporadas. En la campaña 2011-12 formó parte del mediocentro titular junto con Felipe Melo, destacándose como el máximo goleador del equipo; sus 13 goles y 16 asistencias en 39 partidos fueron vitales para conquistar el campeonato de liga. Al año siguiente revalidaron el título con un equipo al que llegaron sus compañeros Yılmaz y Bulut. 
Desde la temporada 2013-14 asumió la capitanía del Galatasaray. Desde su posición de mediocentro organizador ha destacado por ser el eje del plantel estambulita gracias a su visión de juego, el golpeo a balón parado y la capacidad para dar el mejor pase a sus compañeros. Este estilo ha hecho que los aficionados del Galatasaray le comparen con el español Xavi Hernández, apodándole «Xelçuk». En el año 2014-15, a las órdenes de Hamza Hamzaoğlu, su equipo consiguió un histórico triplete de liga, copa y supercopa.
Anunció su retirada del fútbol profesional al finalizar la temporada 2019-20.

### Como entrenador
Tras terminar su carrera como jugador, siguió en el Galatasaray S. K. ejerciendo de entrenador asistente de Fatih Terim. Este fue despedido en enero de 2022 y él también dejó el club.
En noviembre de 2022 inició su primera experiencia como entrenador principal después de ser contratado por el Kasımpaşa S. K. Se marchó en marzo tras haber ganado tres de doce partidos en la Superliga y quedar eliminados en la Copa. Entonces estuvo un año sin dirigir hasta que el 8 de marzo de 2024 fue fichado por el Gaziantep F. K. para lo que quedaba de temporada y una más. Dejó el cargo en mayo de 2025 tras 43 encuentros en la Superliga con un promedio de 1.34 puntos.
El 3 de junio de 2025 fue contratado por el Kocaelispor, equipo que había ascendido a la Superliga tras dieciséis años de ausencia, por una temporada más otra opcional.

## Selección nacional

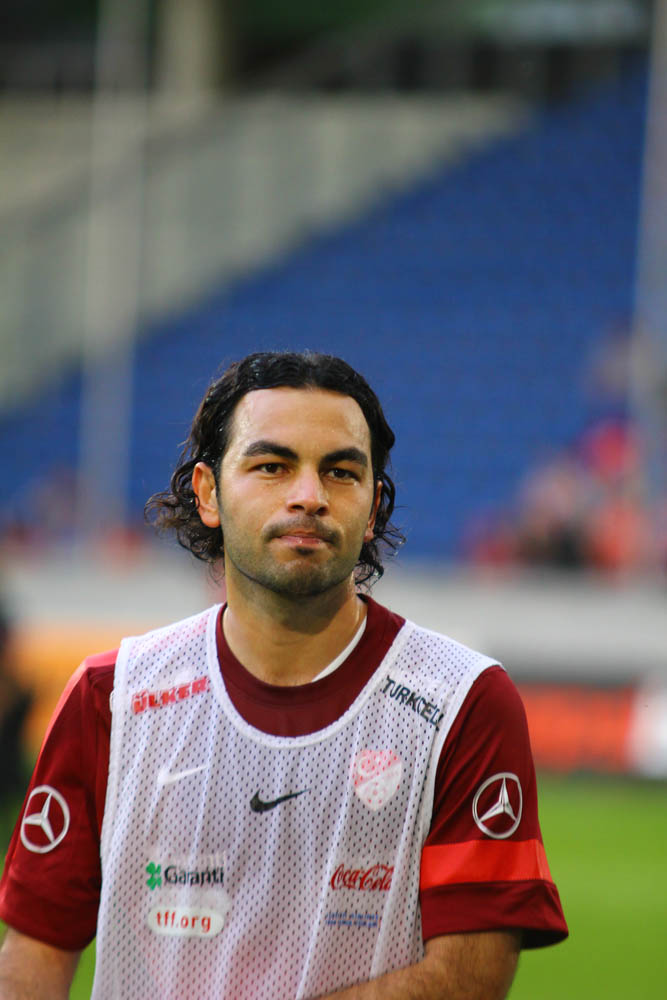
Selçuk İnan

Selçuk İnan es internacional con la selección de fútbol de Turquía y ha formado parte de todos los equipos nacionales desde la sub-16. Al igual que en el Galatasaray, desempeña el rol de mediocentro organizador.
Su debut oficial llegó el 13 de octubre de 2007 contra Moldavia en Chisináu, resuelto con empate (1-1). Aunque formó parte de clasificación turca para la Eurocopa 2008, el seleccionador Fatih Terim prefirió no convocarlo porque tenía dos partidos de sanción que se cumplían en la fase de grupos. İnan disputó todos los partidos de la fase clasificatoria de la Eurocopa 2012 y parte de los del Mundial 2014, en ambos casos sin obtener el billete para la fase final. El 24 de mayo de 2012 anotó su primer gol internacional, en un amistoso contra Georgia.
Durante un tiempo, perdió la titularidad en el seleccionado por su mala relación con el entrenador Abdullah Avci, quien se mantuvo firme a pesar de las críticas de los aficionados del Galatasaray. Avci fue destituido en 2013 al no conseguir la clasificación para Brasil 2014 y reemplazado por Fatih Terim.
El 13 de octubre de 2015, en el partido final de la clasificación para la Eurocopa 2016, marcó de tiro libre ante Islandia el gol decisivo que clasificó a Turquía para la Eurocopa 2016, victoria 1-0 de local.

## Clubes

### Como jugador
| Club                   | País    | Año       |
| ---------------------- | ------- | --------- |
| Çanakkale Dardanelspor | Turquía | 2002-2005 |
| Vestel Manisaspor      | Turquía | 2006-2008 |
| Trabzonspor            | Turquía | 2008-2011 |
| Galatasaray S. K.      | Turquía | 2011-2020 |

### Como entrenador
| Club            | País    | Año       |
| --------------- | ------- | --------- |
| Kasımpaşa S. K. | Turquía | 2022-2023 |
| Gaziantep F. K. | Turquía | 2024-2025 |
| Kocaelispor     | Turquía | 2025-     |

## Palmarés

### Campeonatos nacionales
| Título               | Club              | País    | Año     |
| -------------------- | ----------------- | ------- | ------- |
| Copa de Turquía      | Trabzonspor       | Turquía | 2009-10 |
| Supercopa de Turquía | Trabzonspor       | Turquía | 2010    |
| Superliga de Turquía | Galatasaray S. K. | Turquía | 2011-12 |
| Supercopa de Turquía | Galatasaray S. K. | Turquía | 2012    |
| Superliga de Turquía | Galatasaray S. K. | Turquía | 2012-13 |
| Supercopa de Turquía | Galatasaray S. K. | Turquía | 2013    |
| Copa de Turquía      | Galatasaray S. K. | Turquía | 2013-14 |
| Superliga de Turquía | Galatasaray S. K. | Turquía | 2014-15 |
| Copa de Turquía      | Galatasaray S. K. | Turquía | 2014-15 |
| Supercopa de Turquía | Galatasaray S. K. | Turquía | 2015    |
| Copa de Turquía      | Galatasaray S. K. | Turquía | 2015-16 |
| Supercopa de Turquía | Galatasaray S. K. | Turquía | 2016    |
| Superliga de Turquía | Galatasaray S. K. | Turquía | 2017-18 |
| Copa de Turquía      | Galatasaray S. K. | Turquía | 2018-19 |
| Superliga de Turquía | Galatasaray S. K. | Turquía | 2018-19 |
| Supercopa de Turquía | Galatasaray S. K. | Turquía | 2019    |

### Distinciones individuales
| Distinción                                              | Año     |
| ------------------------------------------------------- | ------- |
| Mejor centrocampista de la Superliga de Turquía         | 2011-12 |
| Mejor jugador de la Superliga de Turquía según UEFA.com | 2011-12 |